# Limonádé (film)
A Limonádé (eredeti cím: Lemonade Mouth) egy 2011-es amerikai zenés film a Disney Channel eredeti produkciójában, Bridgit Mendler, Adam Hicks, Hayley Kiyoko, Naomi Scott és Blake Michael főszereplésével, Patricia Riggen rendezésében. Mark Peter Hughes azonos c. regénye alapján a forgatókönyvet April Blair írta.
Az Amerikai Egyesült Államokban 2011. április 15-én mutatták be, Magyarországi premierje pedig 2011. május 14-én volt a Disney Channel-en, ill. az M1 és az M2 is leadta. 2011. május 25-én az InterCom DVD-n is kiadta a filmet.

## Történet
Amikor 5 különböző sorsú gyerek sorsszerűen összetalálkozik, eszükbe sem jut, hogy ők valaha is legjobb barátokká és egy gimis bandává fognak válni.Ez a sztori a Limonádé nevű gimis zenekar megalakulását meséli el. Az egész ott kezdődik, amikor az öt tinédzser, akik az élet más területein tevékenykednek, egyszer csak találkoznak, megalapítják bandájukat, egyúttal barátokká válnak. A banda vezetője Olívia(Bridgit Mendler) az énekes. Az új lány a városban Stella(Hayley Kiyoko), aki a basszusgitáros, Wen(Adam Hicks), a billentyűs, Mohini(Naomi Scott), a gitáros és Charlie(Blake Michael), a dobos. Közös szenvedélyükön, a zenélésen keresztül felfedezik, hogy egyesek közülük saját iskolai és otthoni problémákkal küzdenek. Egy elszállított limonádé automata esetétől vezérelve, amely a tömeget szimbolizálta számukra, úgy alkotják meg zenéjüket, hogy valós hangjukat hallassák benne, ezzel kisebb forradalmat elindítva, és kiállva azok mellett, akik akár önbizalomhiányban szenvednek.

## Szereplők
| Szereplő                  | Színész               | Magyar hang                                                                       |
| ------------------------- | --------------------- | --------------------------------------------------------------------------------- |
| Olivia White              | Bridgit Mendler       | Kardos Eszter                                                                     |
| Wendell "Wen" Gifford     | Adam Hicks            | Baráth István                                                                     |
| Stella Yamada             | Hayley Kiyoko         | Bogdányi Titanilla                                                                |
| Mohini "Mo" Banjaree      | Naomi Scott           | Csifó Dorina                                                                      |
| Charles "Charlie" Delgado | Blake Michael         | Czető Roland                                                                      |
| Scott Pickett             | Nick Roux             | Markovics Tamás                                                                   |
| Ray Beech                 | Chris Brochu          | Molnár Levente                                                                    |
| Mo apja                   | Shishir Kurup         | Tarján Péter                                                                      |
| Miss Jenny Reznick        | Tisha Campbell-Martin | Náray Erika                                                                       |
| Stanley Brenigan igazgató | Christopher McDonald  | Csankó Zoltán                                                                     |
| Wen apja                  | Bob Jesser            | Forgács Péter                                                                     |
| Stella apja               | Scott Takeda          | Galbenisz Tomasz                                                                  |
| Olivia nagymamája         | Judith Rane           | Kassai Ilona                                                                      |
| Tommy                     | Ryan Montano          | Minárovits Péter                                                                  |
| Jules                     | Caitlin Ribbans       | Sallai Nóra                                                                       |
| Sydney                    | Ariana Smythe         | Solecki Janka                                                                     |
| Izmos rakodóember         | Jermaine Washington   | Sótonyi Gábor                                                                     |
| Stella anyja              | Aimee Dale            | Spilák Klára                                                                      |
| További szereplők         |                       | Gruber Zita Kassai Károly Laudon Andrea Morvay Gábor Pikali Gerda Tamási Nikolett |

## Filmzene
A film azonos című albuma 2011. április 12-én jelent meg az Amerikai Egyesült Államokban.

### Számlista
|     | Cím                      | Szerző(k)                                                                               | Előadó(k)                                                               | Hossz |
| --- | ------------------------ | --------------------------------------------------------------------------------------- | ----------------------------------------------------------------------- | ----- |
| 1.  | Turn Up the Music        | Adam Watts & Andy Dodd                                                                  | Bridgit Mendler, Adam Hicks, Naomi Scott, Hayley Kiyoko & Blake Michael | 2:56  |
| 2.  | Somebody                 | Lindy Robbins & Reed Vertelney                                                          | Bridgit Mendler                                                         | 3:28  |
| 3.  | And the Crowd Goes       | Jeannie Lurie, Aris Archontis & Chen Neeman                                             | Chris Brochu                                                            | 2:47  |
| 4.  | Determinate              | Niclas Molinder, Joacim Persson, Johan Alkenas, Charlie Mason, Ebony Burks & Adam Hicks | Bridgit Mendler, Adam Hicks, Naomi Scott & Haley Kiyoko                 | 3:18  |
| 5.  | Here We Go               | Ali Dee, Vincent Alfieri & Zach Danziger                                                | Bridgit Mendler, Adam Hicks & Hayley Kiyoko                             | 2:53  |
| 6.  | She's So Gone            | Matthew Tishler, Shane Stevens & Christensen                                            | Naomi Scott                                                             | 3:06  |
| 7.  | More Than a Band         | Jeannie Lurie, Aris Archontis & Chen Neeman                                             | Bridgit Mendler, Adam Hicks, Naomi Scott, Hayley Kiyoko & Blake Michael | 2:40  |
| 8.  | Don't Ya Wish U Were Us? | Tom Leonard, Lindy Robbins & Reed Vertelney                                             | Chris Brochu                                                            | 3:19  |
| 9.  | Breakthrough             | Bryan Todd, Maria Christensen, Shridhar Solanki & Adam Hicks                            | Bridgit Mendler, Adam Hicks, Naomi Scott & Haley Kiyoko                 | 3:27  |
| 10. | Livin' on a High Wire    | Windy Wagner, Ken Stacey, David Walsh, Joleen Belle & Adam Hicks                        | Bridgit Mendler, Adam Hicks & Naomi Scott                               | 2:38  |

## Díjak
| Év   | Díj             | Kategória          | Jelölt        | Eredmény |
| ---- | --------------- | ------------------ | ------------- | -------- |
| 2011 | Popstar Awards  | Legjobb tévéfilm   | Limonádé      | Elnyerte |
| 2011 | JaNEWary Awards | Legjobb iTunes dal | "Determinate" | Elnyerte |

## Premierek
| Ország                    | Dátum                                                    | Csatorna                |
| ------------------------- | -------------------------------------------------------- | ----------------------- |
| Amerikai Egyesült Államok | 2011. április 15.                                        | Disney Channel          |
| Kanada                    | 2011. április 22. 2012. június 24. (What's What Edition) | Family Channel, Vrak.tv |
| Dél-afrikai Köztársaság   | 2011. május 21.                                          | Disney Channel          |
| Pakisztán                 | 2011. május 21.                                          | Disney Channel          |
| Ausztrália                | 2011. május 21.                                          | Disney Channel          |
| Új-Zéland                 | 2011. május 21.                                          | Disney Channel          |
| Fülöp-szigetek            | 2011. június 21.                                         | Disney Channel          |
| Szingapúr                 | 2011. június 21.                                         | Disney Channel          |
| Malajzia                  | 2011. június 21.                                         | Disney Channel          |
| Egyesült Királyság        | 2011. július 5.                                          | Disney Channel          |
| Írország                  | 2011. július 5.                                          | Disney Channel          |

## Albumok
- Limonádé
- Somebody
- Determinate
- Breakthrough

## Fordítás
- Ez a szócikk részben vagy egészben  a   Lemonade Mouth (film) című angol Wikipédia-szócikk fordításán alapul.  Az eredeti cikk szerkesztőit annak laptörténete sorolja fel. Ez a jelzés csupán a megfogalmazás eredetét és a szerzői jogokat jelzi, nem szolgál a cikkben szereplő információk forrásmegjelöléseként.